# Воинские звания и знаки различия Вооружённых сил Таджикистана
Воинские звания в Вооружённых Силах Республики Таджикистан — установлены статьей 38 Закона Республики Таджикистан «О всеобщей воинской обязанности и военной службе» № 139 от 10 ноября 2000 года.

## Структура званий
| Офицерский состав              | Офицерский состав        | Офицерский состав        | Офицерский состав        | Офицерский состав        | Офицерский состав        | Офицерский состав        | Офицерский состав        | Офицерский состав        | Офицерский состав        | Офицерский состав        | Офицерский состав         | Офицерский состав         | Офицерский состав         | Офицерский состав         | Офицерский состав         | Офицерский состав         | Офицерский состав         | Офицерский состав         | Офицерский состав         | Офицерский состав         | Офицерский состав         | Офицерский состав         | Офицерский состав         |                           |
| ВС Таджикистана                | Высший офицерский состав | Высший офицерский состав | Высший офицерский состав | Высший офицерский состав | Высший офицерский состав | Высший офицерский состав | Высший офицерский состав | Высший офицерский состав | Высший офицерский состав | Высший офицерский состав | Старший офицерский состав | Старший офицерский состав | Старший офицерский состав | Старший офицерский состав | Старший офицерский состав | Старший офицерский состав | Младший офицерский состав | Младший офицерский состав | Младший офицерский состав | Младший офицерский состав | Младший офицерский состав | Младший офицерский состав | Младший офицерский состав | Младший офицерский состав |
| ------------------------------ | ------------------------ | ------------------------ | ------------------------ | ------------------------ | ------------------------ | ------------------------ | ------------------------ | ------------------------ | ------------------------ | ------------------------ | ------------------------- | ------------------------- | ------------------------- | ------------------------- | ------------------------- | ------------------------- | ------------------------- | ------------------------- | ------------------------- | ------------------------- | ------------------------- | ------------------------- | ------------------------- | ------------------------- |
|                                |                          |                          |                          |                          |                          |                          |                          |                          |                          |                          |                           |                           |                           |                           |                           |                           |                           |                           |                           |                           |                           |                           |                           |                           |
| Генерал армии                  | Генерал армии            | Генерал-полковник        | Генерал-полковник        | Генерал-лейтенант        | Генерал-лейтенант        | Генерал-майор            | Генерал-майор            | Полковник                | Полковник                | Подполковник             | Подполковник              | Майор                     | Майор                     | Капитан                   | Капитан                   | Старший лейтенант         | Старший лейтенант         | Лейтенант                 | Лейтенант                 | Младший лейтенант         | Младший лейтенант         |                           |                           |                           |
| Предлагаемые таджикские звания | Артишсолор               | Артишсолор               | Артишсолор               | Артишсолор               | Сипаҳсолор               | Сипаҳсолор               | Лашкарсолор              | Лашкарсолор              | Гундсолор                | Гундсолор                | Сарҳанг                   | Сарҳанг                   | Сарҳангёр                 | Сарҳангёр                 | Саргурд                   | Саргурд                   | Сарвон                    | Сарвон                    | Таҳморо                   | Таҳморо                   | Таҳмдор                   | Таҳмдор                   | Таҳмовар                  | Таҳмовар                  |

|                                |                   |                   |           |            |            |            |          |                 |                 |         |         |                 |                 |          |          |          |         |         |         |        |
| Старший прапорщик              | Старший прапорщик | Старший прапорщик | Прапорщик | Прапорщик  | Прапорщик  | Старшина   | Старшина | Старший сержант | Старший сержант | Сержант | Сержант | Младший сержант | Младший сержант | Ефрейтор | Ефрейтор | Ефрейтор | Рядовой | Рядовой | Рядовой |        |
| Предлагаемые таджикские звания | Размсоз           | Размсоз           | Размсоз   | Размпардоз | Размпардоз | Размпардоз | Размозмо | Размозмо        | Разморо         | Разморо | Размдор | Размдор         | Размовар        | Размовар | Размюз   | Размюз   | Размюз  | Сарбоз  | Сарбоз  | Сарбоз |

К воинским званиям военнослужащих гвардейских частей применяется приставка «гвардии» (например, «гвардии майор»). В отношении военнослужащих юридических и медицинских служб добавляются соответственно слова «юстиции», «медицинской службы». Для военнослужащих, находящихся в запасе или в отставке, добавляются соответственно слова «запаса», «в отставке». Военнослужащие, обучающиеся в военном образовательном учреждении профессионального образования, именуются: не имеющие воинского звания офицеров — курсантами, а имеющие воинское звание — слушателями. Гражданам, не имевшим воинского звания до поступления в военное образовательное учреждение, при поступлении на учёбу присваивается воинское звание рядовой. Другие воинские звания, присвоенные до поступления в военное образовательное учреждение профессионального образования, сохраняются.

## Переход к таджикским наименованиям воинских званий
Министерство обороны Республики Таджикистан намерено ввести таджикские наименования воинских званий. Комитет по языку и терминологии Таджикистана по запросу МО РТ приступил к подбору таджикских эквивалентов русских воинских званий.
Руководствуясь принципами историзма, преемственности, унификации и стандартизации военной терминологии между персоязычными государствами, Комитет по языку и терминологии предложил Министерству обороны РТ восстановить исторические названия подразделений и перенять названия соединений у Вооруженных сил Ирана. Исходя из того, что в персидско-таджикском языке воинские звания традиционно происходят от названия подразделений и формирований, была предложена нижеследующая система воинских званий для ВС Таджикистана:
| формирования     | формирования        | значение и этимология | звания            | звания      | значение и этимология |
| ---------------- | ------------------- | --- | ----------------- | ----------- | --- |
| русские названия | таджикские названия | значение и этимология | русские           | таджикские  | значение и этимология |
|                  |                     | | рядовой           | сарбоз      | перс. sarbāz‎ — дословно «рискующий головой»; солдат; рядовой от перс. sar‎ ‘голова’ + bāz < bāxtan ‘терять, утрачивать’ |
|                  |                     | | ефрейтор          | размюз      | перс. razmyōz‎ — досл. «воодушевляющий на бой» < пехл. razm-yōz (от пехл. razm «бой, сражение» < др.-перс. *razma- «боевой порядок» < др.-иран. *raźman- «протяжение, порядок, строй» + пехл. yōz < др.-перс. *i̯auź- : i̯uź- «приводить в движение» |
| отделение        | рада                | перс. rada‎ от ист. пехл. radag — первичное тактическое подразделение в войске Сасанидов < др.-перс. ratak «линия, ряд» < др.-иран. *rata-ka- «ряд»)             | младший сержант   | размовар    | перс. ‌razmāvar‎ — досл. «ведущий в бой» (от razm + пехл. -āvar : -var «вести» < др.-перс. *bara- «ведущий» < √*bar- «вести») |
|                  |                     | | сержант           | размдор     | перс. razmdār‎ — досл. «держащий боевой строй» (от razm + перс. dār‎ < пехл. dār < др.-перс. *dār(a)- < др.-иран. *dārai̯a- «держать») |
|                  |                     | | старший сержант   | разморо     | перс. razmārā‎ — досл. «приводящий в порядок боевой строй» (от razm + пехл. ārāy- «снаряжать (армию), организовывать; приводить в порядок» < др.-перс. *ā-rāda- < √*rād-)                                                                          |
|                  |                     | | старшина          | размозмо    | перс. razmāzmā‎ — досл. «испытанный воин» (от razm + перс. āzmāy‎ «измерять, испытывать» < пехл. uzmāy- < др.-перс. *uz-māya- < √*māy-) |
|                  |                     | | прапорщик         | размпардоз  | перс. razmpardāz‎ — «интендант» (от razm + перс. pardāz‎ < пехл. pardāz : pardāxtan «приготавливать, подготавливать; устраивать» < др.-перс. *para-tāča- < √*tak-)                                                                                  |
|                  |                     | | старший прапорщик | размсоз     | перс. razmsāz‎ — «суперинтендант» (от razm + перс. sāz‎ < пехл. sāč : sāxtan «создавать, подготовить, привести в порядок» < др.-перс. *sāča- < √*sak-)                                                                                              |
| взвод            | таҳм                | перс. tahm‎ от ист. пехл. taḥm — подразделение в войсках Аршакидов и Сасанидов (от парф. taḥmīh «сила» < др.-иран. *taxma- < √*tak-)                             | младший лейтенант | таҳмовар    | перс. tahmāvar‎ — «командир взвода» (от tahm + пехл. -āvar : -var «владеть» < пехл. -var < др.-перс. *bara- «обладатель» < √*bar- «обладать») |
|                  |                     | | лейтенант         | таҳмдор     | перс. tahmdār‎ от ист. парф. tahmdār — начальник тахма в войске Аршакидов < tahm + пехл. dār < др.-перс. *dār(a)- < др.-иран. *dārai̯a- «держать; владеть»)                                                                                         |
|                  |                     | | старший лейтенант | таҳморо     | перс. tahmārā‎ — «командир взвода» (от tahm + пехл. ārāy- «снаряжать (армию), организовывать; приводить в порядок» < др.-перс. *ā-rāda- < √*rād-)                                                                                                  |
| рота             | вашт                | перс. vašt‎ (от ист. пехл. wašt — основное тактическое подразделение в войске Сасанидов" < парф. wast «сотня»)                                                   | капитан           | сарвон      | перс. sarvān‎ — «капитан» (из перс. sar‎ ‘глава; главный’ + (перс. -vān‎ < пехл. -bān < др.-перс. pāna- ‘защитник, хранитель’ < др.-иран.: *√pā- ‘защищать’)                                                                                         |
| батальон         | гурдон              | перс. gordān‎ — «батальон» (мн. ч. от перс. gord‎ «богатырь, витязь; герой» < пехл. gurd < праиран.: vr̥ta- < √*vr̥t- : *vart- ‘защищать; хранить; сопротивляться’) | майор             | саргурд     | перс. sargord‎ — «майор» (из перс. sar‎ «глава; главный» + перс. gord‎) |
|                  |                     | | подполковник      | сарҳангёр   | перс. sarhangyār‎ — «заместитель полковника» (от sarhang + -yār) |
| полк             | ҳанг                | перс. hang‎ — «полк» (от пехл. hang «сила») | полковник         | сарҳанг     | перс. sarhang‎ — «полковник» (от ист. пехл. sarhang «полководец» < sar + hang) |
| бригада          | гунд                | перс. gond‎ (от ист. парф. gund «войско» — тактическое соединение в войсках Аршакидов и Сасанидов < др.-иран. *vr̥nda- ‘войско’)                                  | генерал-майор     | гундсолор   | перс. gondsālār‎ — «бригадный генерал» (от ист. парф. gund-sālār «командир соединения в войсках Аршакидов и Сасанидов» < парф. gund «войско» + парф. sālār «предводитель» < парф. sarδār < др.-иран. *sara-dāra-)                                  |
| дивизия          | лашкар              | перс. laškar‎ — «дивизия» (от пехл. laškar < др.-перс. *raxša-kara- «охрана, защита» < др.-иран. *raxš- + *kar- ‘охранять, защищать)                             | генерал-лейтенант | лашкарсолор | перс. laškarsālār‎ — «дивизионный генерал» (от парф. laškar + парф. sālār «генерал») |
| корпус           | сипоҳ               | перс. sipāh‎ — «корпус» (от пехл. spāh < др.-перс. spāda- < др.-иран.*spāda- «войско»)                                                                           | генерал-полковник | сипаҳсолор  | перс. sipahsālār‎ — «корпусной генерал» (от ист. пехл. spāh-sālār «главнокомандующий») |
| армия            | артиш               | перс. arteš‎ — «армия» < пехл. artēštārīh «воинство» < пехл. artēštār ‘воин’ < авест. raθaē-štar- «воин, стоящий в колеснице»                                    | генерал армии     | артишсолор  | перс. artešsālār‎ — «армейский генерал» (от ист. пехл. artēštārān-sālār «глава воинского сословия Сасанидского Ирана») |

Предложенная система таджикских воинских званий отправлена на рассмотрение в Совет национальной безопасности Таджикистана.

## Краткая история таджикских воинских званий
Самое раннее упоминание о вооруженных формированиях предков таджиков сохранилось в «Авесте». Так, например, народное ополчение названо по-авест. *kāra-.
В древнеиранском войске особую роль играли колесничие, которые назывались raθaē-štar- (от авест. raθa- ‘колесница’ + авест. štar- ‘стоящий’). Именно от этого термина через пехл. artēštār произошло слово «артиш» в значении «армия» в современном таджикском языке.

### Войско Ахеменидов
Первая профессиональная армия у предков таджиков появилась в Ахеменидской империи (550 — 330 гг. до н. э.). Войско называлось по-др.-перс. *spāda- [сипоҳ], было организовано по десятичной системе и делилось на десятки (др.-перс. *daθa-), сотни (др.-перс. *θata-), тысячи (др.-перс. *hazāra-) и десятки тысяч (др.-перс. *baivara-), во главе которых стояли соответственно десятники (*daθapati-), сотники (*θatapati-), тысяцкие (*hazārapati-) и темники (*baivarapati-). Главнокомандующий войсками назывался по-др.-перс. *spādapati-.
Если сравнить воинские формирования войска Ахеменидов с подразделениями современной армии, то *daθa- можно приравнять к отделению, *θata- к роте, *hazāra- к полку, *baivara- к дивизии, и *spāda- к армии. Соответственно *daθapati- можно приравнять к сержанту или старшине, *θatapati- к капитану, *hazārapati- к полковнику, *baivarapati- к генерал-майору, и *spādapati- к генералу армии. Примечательно, что каждая тысяча имела свое полковое знамя.

### Войско Аршакидов
Десятичная система организации войска сохранилась и в эпоху царствования парфянской династии Аршакидов (250 год до н. э. — 224 год), сменивших в Иране династию Селевкидов (312 — 64 год до н. э.). Войско Аршакидов называлось по-парф. spāδ и командовал им генерал в чине spāδpat (поздне-парф. spāδbad). В войске Аршакидов сотни по-парфянски назывались wast, тысячи — drafš, десятки тысяч — gund. Возглавляли их соответственно wast-sālār, drafš-sālār и gund-sālār. Каждое подразделение численностью в 1 000 воинов имело свое боевое — т. н. «драконовое» знамя, из-за которого и называлось по-парф. drafš (от др.-иран. *drafša- ‘знамя’).
Примечательно, что по образу и подобию парфянского войска было организовано древнеармянское войско, которое также подразделялось на гунд (арм. գունդ), дрош (арм. դրաւշ) и вашт (арм. Վաշտ).

### Войско Сасанидов
Войско Сасанидов (224 — 651 гг.), сменивших Аршакидов на иранском престоле, также было организовано в соответствии с «десятичной системой», то есть его структурными единицами были подразделения, последовательно насчитавшие десятки, сотни, тысячи и десятки тысяч воинов. Из сасанидских источников известно, что десятка именовалась по-пехл. «radag», сотня — пехл. tahm, которым командовал офицер в звании tahmdār. Подразделение из 500 воинов называлось по-пехл. wašt, которым командовал офицер в чине wašt-sālār. Тысяча именовалось drafš под командованием офицера в чине drafš-sālār. Подразделения из 5 000 воинов назывались по-пехл. «gund». Командовал ими генерал в чине gund-sālār. Войско из 10 000 человек называлось по-пехл. spāh. Командовал войском генерал в чине spāhbed. В войске Сасанидов существовали два рода войск: пехота (пехл. payādagān), возглавляемая генералом от инфантерии в чине payādagān-sālār, и кавалерия (пехл. aswārān), которой командовал генерал от кавалерии в чине aswārān-sālār. Воинское сословие в Сасанидской империи возглавлял artēštārān-sālār.
Мусульмане, завоевав Иран, переняли многое из военного дела иранцев, о чём свидетельствуют такие терминологические заимствования как араб. «عسکر» [askar]‎ (от пехл. laškar), араб. «جند» [jund]‎ (от пехл. gund) и араб. «فیج» [fayj]‎ (от пехл. payg — пехота).
Войско Саманидов (819 — 999 гг.), возродивших Древний Иран в исламском обличии, также сохранило военную терминологию доисламского Ирана, о чём свидетельствует «Шахнаме» Фирдоуси. Главнокомандующий войском Саманидов назывался по-перс. sipahsālār‎, которому подчинялись полковники — перс. sarhang‎.
После падения династии Саманидов их дело продолжили тюркские династии, однако военная терминология большей частью заменилась на тюркскую, а затем и на монгольскую. Наследием монгольского нашествия в таджикском языке является термин «қӯшун», которым обозначают род войск.
С установлением Советской власти на территории современного Таджикистана тюрко-монгольская военная терминология уступила свое место русской, которая в настоящее время применяется в Таджикистане.